# Hiëratisch schrift

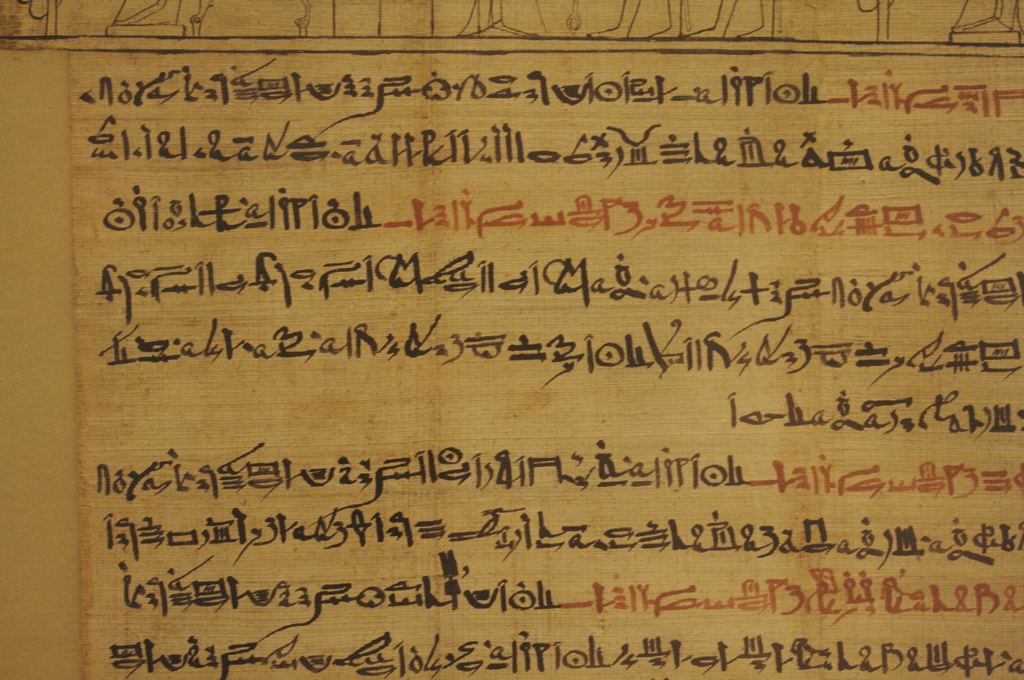
Een voorbeeld van hiëratisch schrift.

Hiëratisch schrift is een lopend schrift dat in het Oude Egypte werd gebruikt naast hiërogliefen. Het schrift werd met pen en inkt geschreven en was daardoor gemakkelijker en sneller in het gebruik dan de veel tijdrovendere hiërogliefen, die vooral voor inscripties werden gebruikt. De hiëratische tekens wijken niet af van de hiërogliefen, maar zijn vloeiender en minder gedetailleerd. Het hiëratische schrift leende zich hierdoor voor administratieve doeleinden, maar het werd ook gebruikt voor heilige teksten, zoals het Egyptisch Dodenboek.

## Etymologie
De term "hiëratisch" komt van het Griekse hieratikos, dat "priesterlijk" betekent. Deze aanduiding ontstond in de tweede eeuw n.Chr., toen het schrift inderdaad alleen nog door priesters werd gebruikt. In eerdere tijden werd het schrift echter ook gebruikt voor seculiere doeleinden.

## Historie
Het hiëratische schrift ontstond al in een zeer vroeg stadium van de Egyptische geschiedenis: reeds in de Proto-dynastieke Periode (ca. 3200-3000 v.Chr.) werd het gebruikt naast de hiërogliefen. Het hiëratische schrift is dan ook geen latere ontwikkeling uit de hiërogliefen: beide schriften ontwikkelden zich van begin af aan naast elkaar.
Vanaf de 7e eeuw v.Chr. werd de functie van het hiëratisch als schrift voor alledaags gebruik en administratieve taken vervangen door het Demotische schrift. De priesters bleven het hiëratische schrift gebruiken.

### Ontdekking
Thomas Young en Athanasius Kircher ontdekten de verwantschap tussen Egyptische hiërogliefen en hiëratisch. De Fransman Jean-François Champollion ontcijferde ook het hiëratisch.